# Kościół Przemienienia Pańskiego w Domacynach
Kościół Przemienienia Pańskiego w Domacynach – zespół dwóch rzymskokatolickich kościołów parafialnych (starego i nowego) zlokalizowanych w pobliżu siebie we wsi Domacyny w powiecie mieleckim (województwo podkarpackie). Przy nowym funkcjonuje parafia Przemienienia Pańskiego.

## Historia i architektura

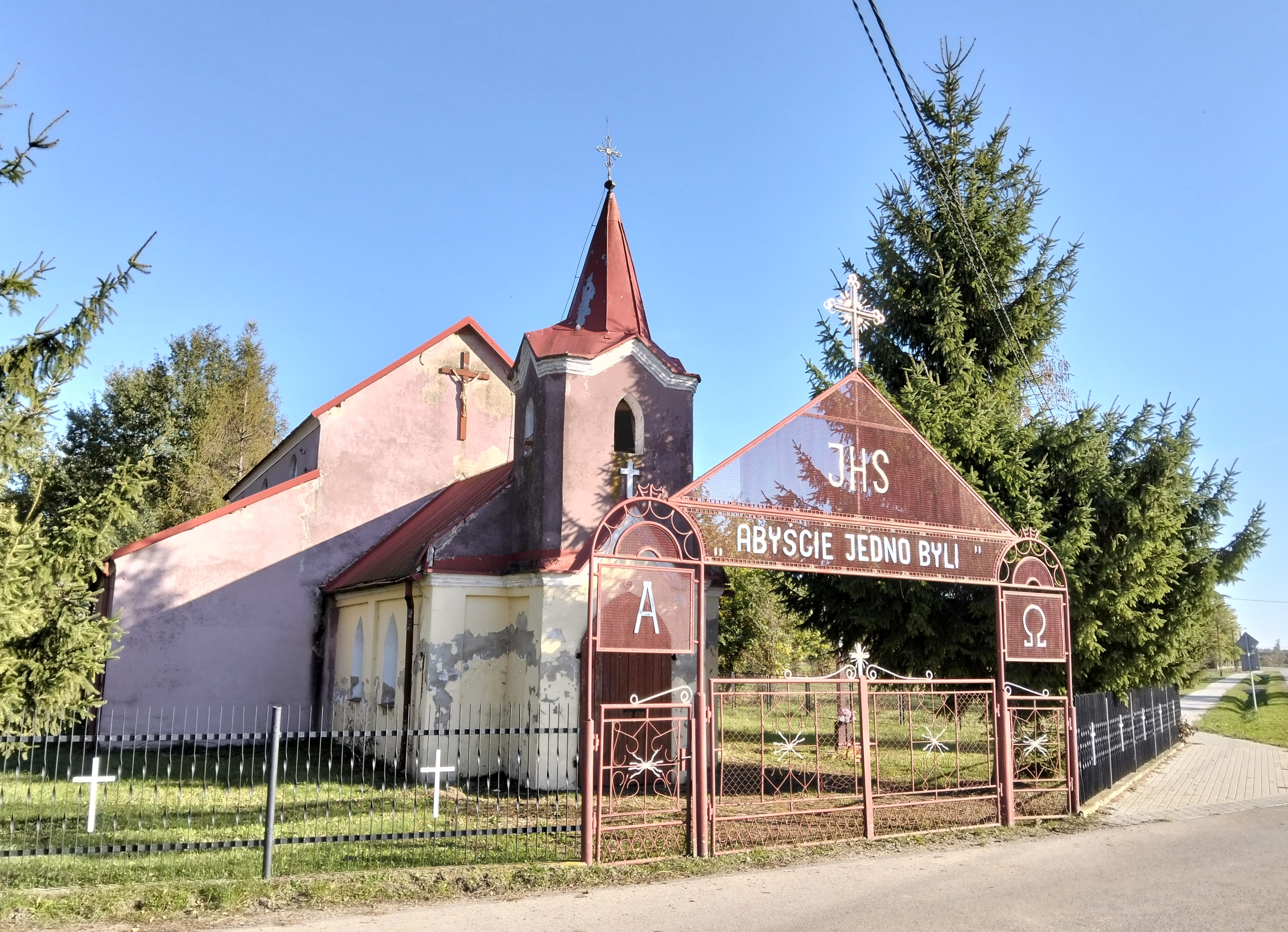
Stary kościół (z przodu część pierwotna z 1903, a z tyłu dobudowana w 1958)

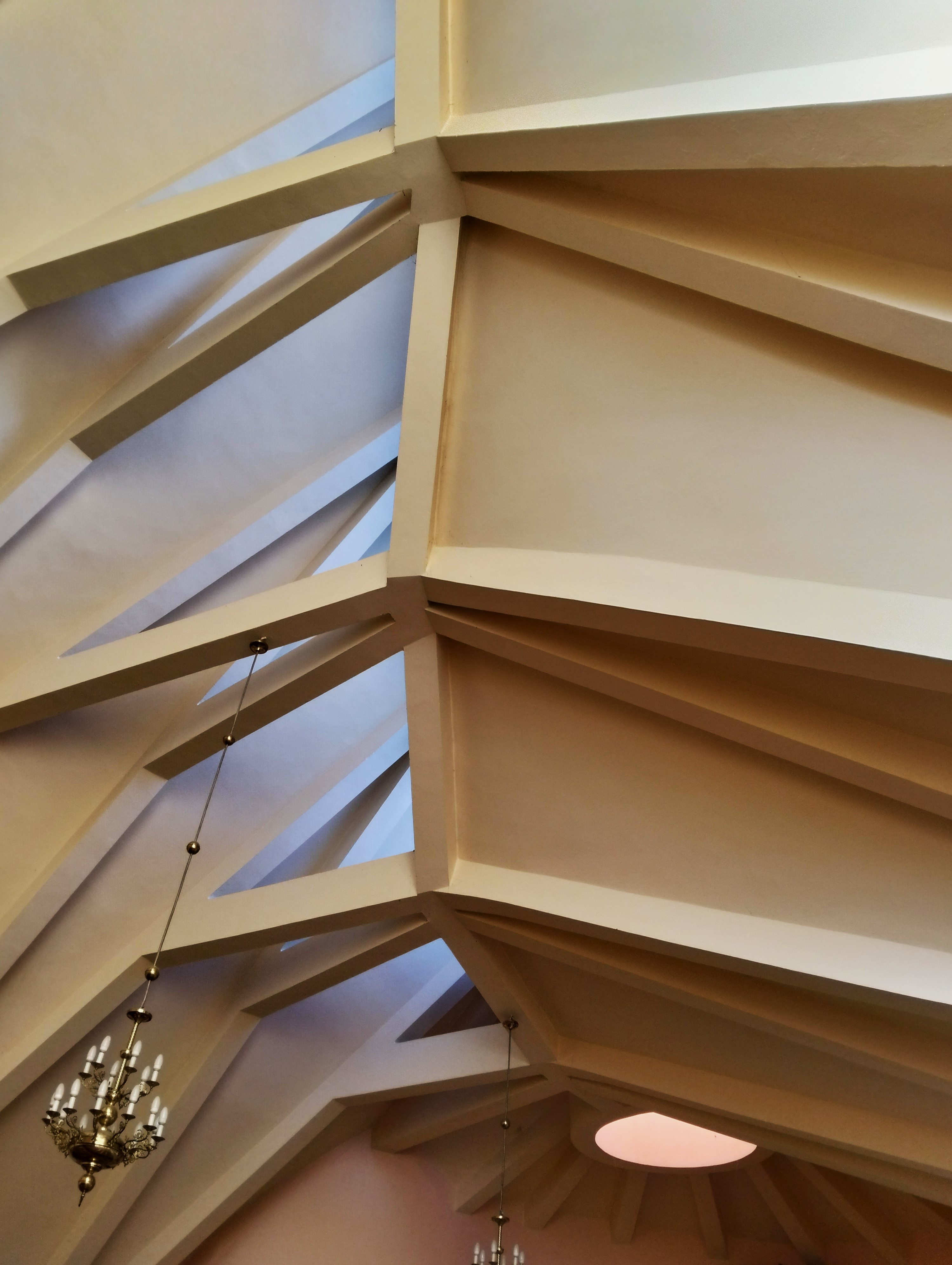
Strop nowego kościoła

### Stary kościół
Pierwsza kaplica we wsi, należąca do parafii w Baranowie Sandomierskim, została wzniesiona w 1903 z inicjatywy lokalnej społeczności. Miała ona następujące wymiary: długość 6 metrów, szerokość 4,7 metra, wysokość około 4 metry. Początkowo obiekt pozostawał pod opieka lokalnego nauczyciela, a potem mieszkańców miejscowości. Od 1938 odprawiano wewnątrz msze święte. W 1950 dokonano remontu budowli, a w 1958 powiększono ją według projektu Mieczysława Zybury. Dobudowano wówczas ceglano-pustakową część o trzech nawach. Miała ona długość 12,5 metra, szerokość 12 metrów i wysokość około 7 metrów. Obiekt ten od 1963 był kościołem rektorskim, a od 1972 – parafialnym. Obecnie stary kościół pozostaje nieużytkowany. Planowano urządzenie w nim kaplicy przedpogrzebowej, jednak zamiary te pozostały w sferze postulatywnej z uwagi na brak dostatecznej liczby środków finansowych. Odnowiono jedynie dach i pokryto go blachą.

### Nowy kościół
W 1974 roku biskup Jerzy Ablewicz rozpoczął zabiegi o budowę nowej świątyni, gdyż stara była już zbyt niewielka na potrzeby parafii. Władze wydały zezwolenie na realizację dopiero w 1980, a prace rozpoczęły się w 1981. Projekt wykonał Aleksander Böhm z Krakowa, a konstruktorem był Bogusław Brągiel z tego samego miasta. Kamień węgielny poświęcił w 1982 biskup Władysław Bobowski. 1 lutego 1994 biskup Edward Frankowski poświęcił kościół dolny (obecnie kaplica przedpogrzebowa z chłodnią), a 10 września 2000 biskup Wacław Świerzawski – kościół górny.
Dwupoziomowy obiekt z kościołem dolnym i górnym jest modernistyczny, o nieregularnym kształcie nawiązującym do rozwiniętego stożka. Ma rozległe płaszczyzny dachowe obite blachą, z których wyrasta w wierzchołku wieża, a w miejscu opadającym prezbiterium i zakrystia. Wymiary bryły to: długość około 30,4 metra, szerokość około 24,5 metra i wysokość około 16 metrów (w najniższym punkcie 4,5 metra).

## Galeria (nowy kościół)

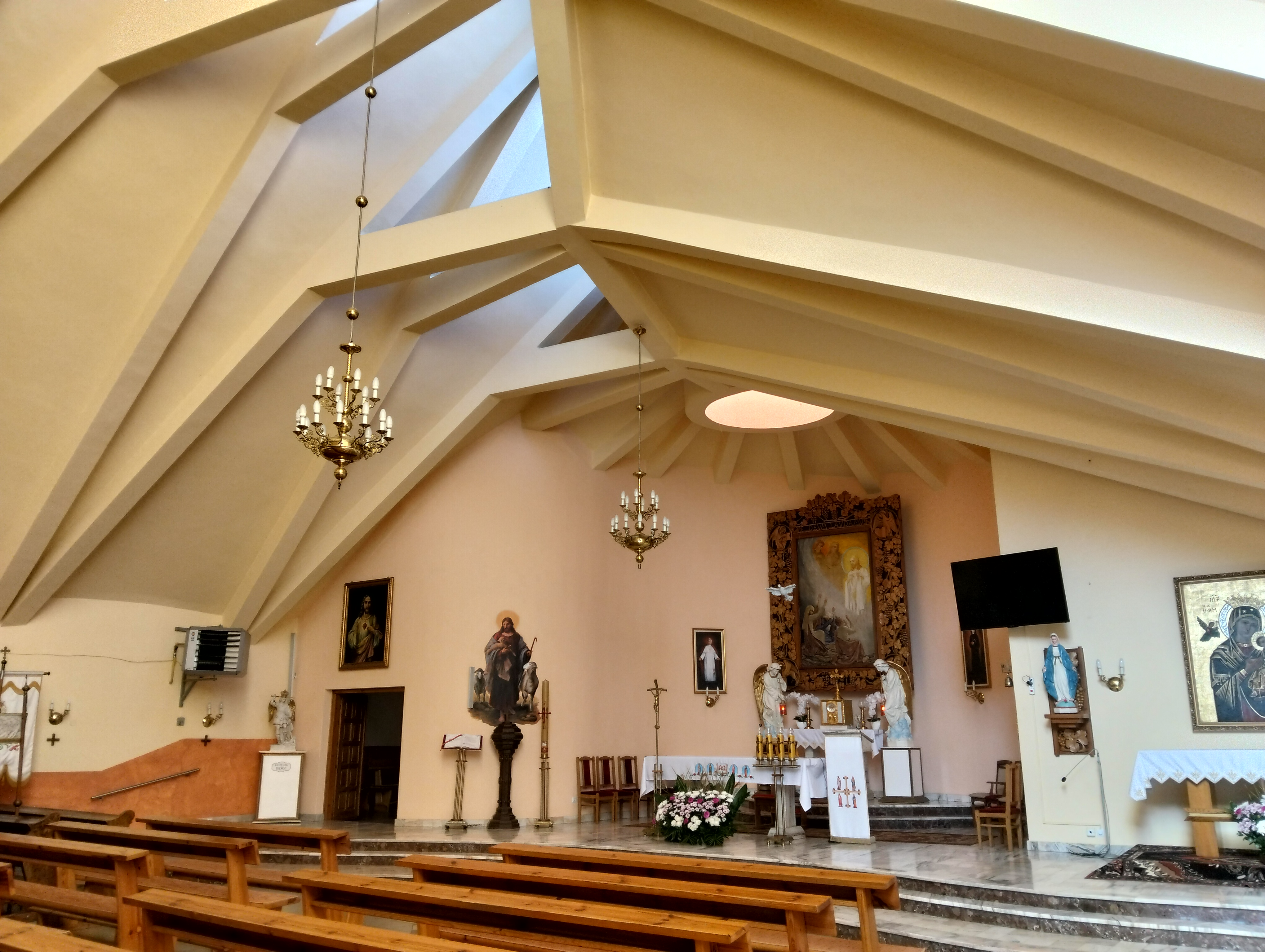
Wnętrze kościoła górnego
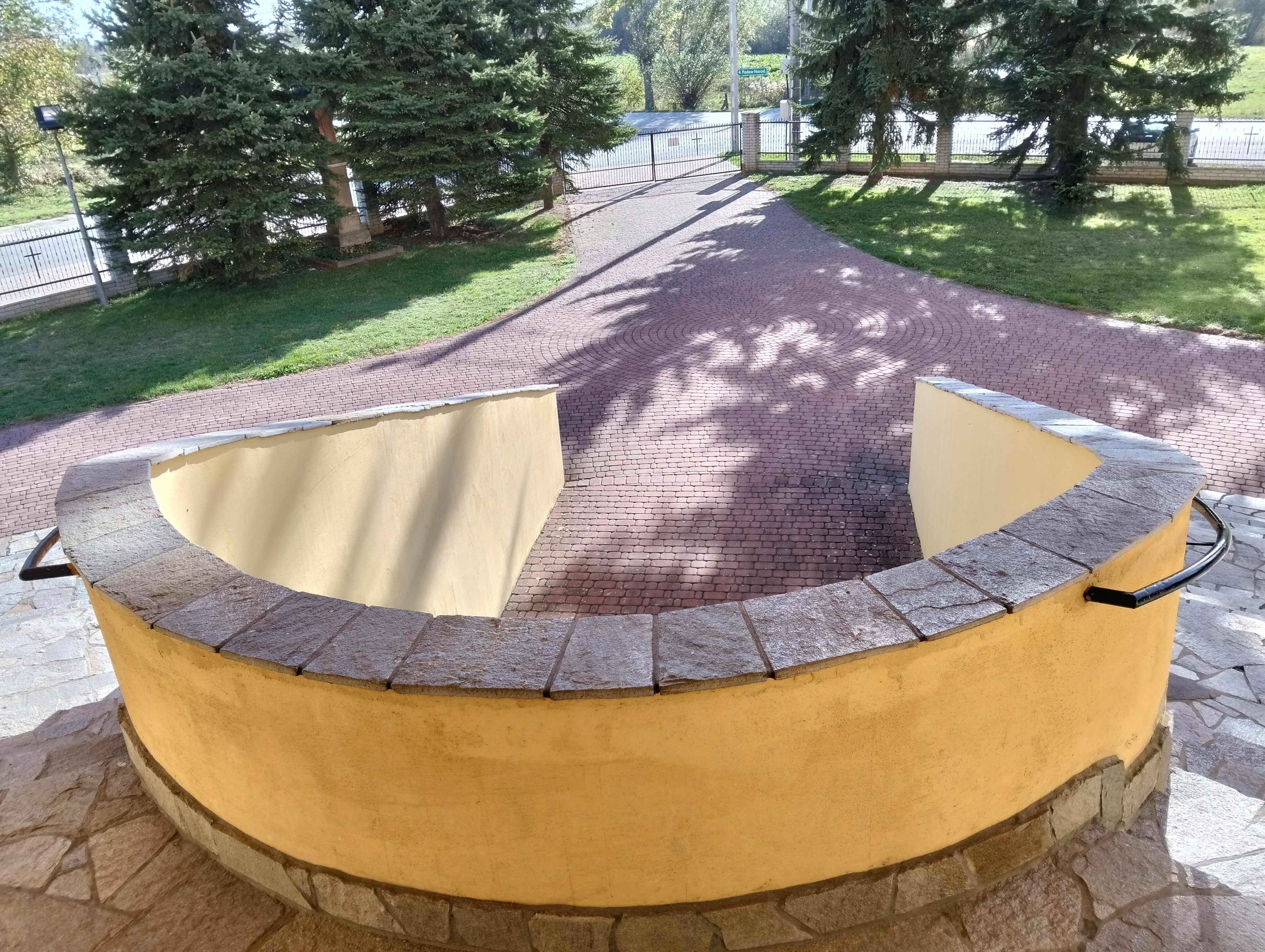
Wejście do dolnego kościoła